# Saint-Paul-de-Baïse
 Saint-Paul-de-Baïse  là một xã của tỉnh Gers, thuộc vùng Occitanie, tây nam nước Pháp.